# Montescaglioso
Montescaglioso község (comune) Olaszország Basilicata régiójában Matera megyében.

## Fekvése
A város a Bradano és Gravina di Matera folyók közötti vízválasztó egyik dombján épült.

## Története
A város területét már az i. e. 7 században lakták. Az ókorban a közeli Metapontum városhoz tartozott. A Nyugatrómai Birodalom bukása után a bizánciak, majd a normannok birtokába került. II. Frigyes német-római császár uralkodása alatt bencés szerzetesek szerezték meg, akik egy kolostor építettek területén. Az Anjou-ház trónrakerülésével a Nápolyi Királyságban a város nemesi családok birtokába került: D'Avalos, Orsini, Loffredo, Grillo és Cattaneo.

## Népessége
A népesség számának alakulása:

## Főbb látnivalói
- Santissima Concezione-templom (16. század)
- San Pietro e San Paolo-templom
- Santo Stefano-templom
- Sant’Agostino-templom
- San Rocco-templom
- San Francesco-templom
- Madonna delle Grazie-templom
- San Michele Arcangelo bencés apátság